# Tetley’s Brewery
Tetley’s Brewery war eine Brauerei im Stadtteil Hunslet von Leeds.

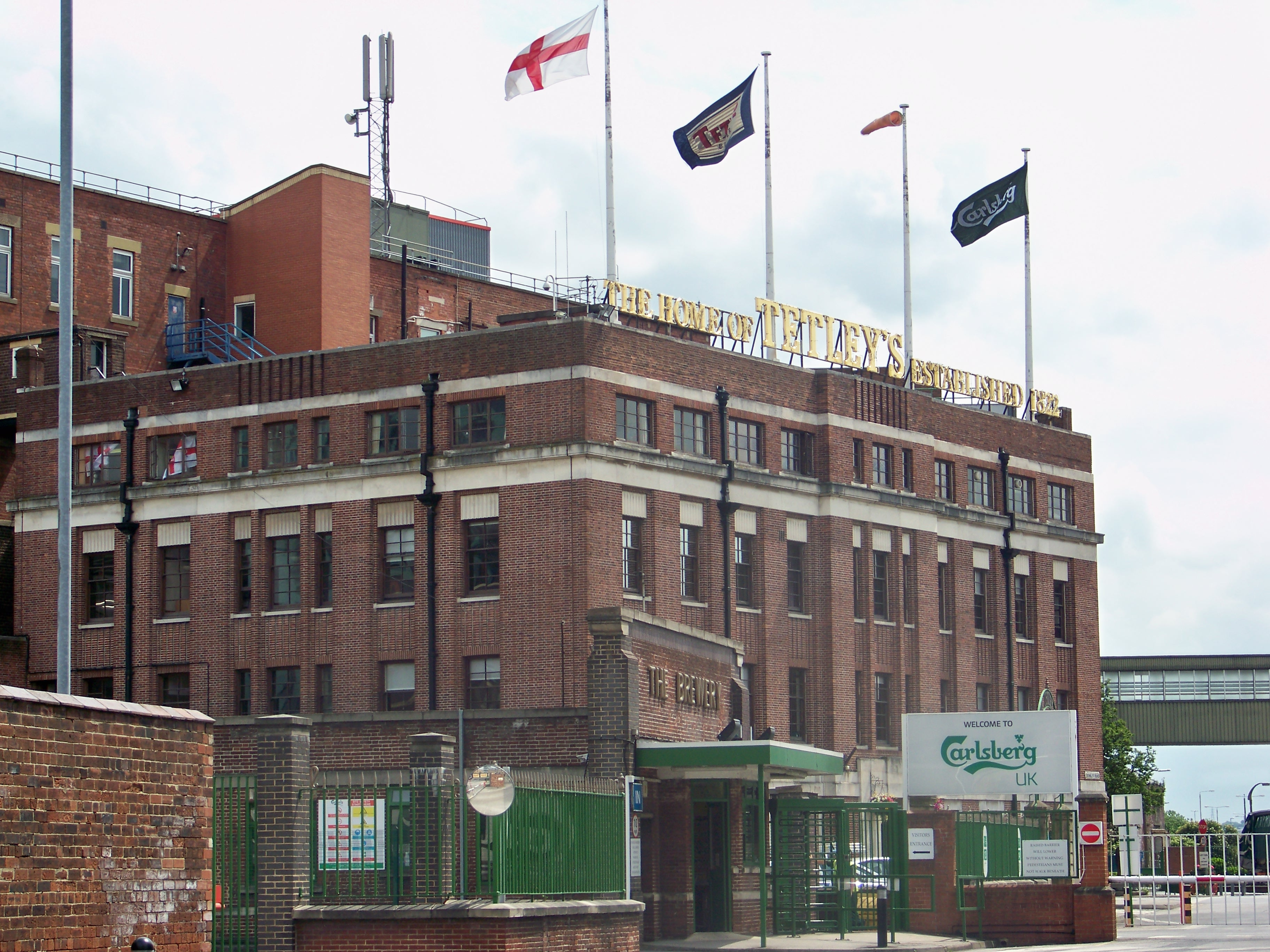
Tetley’s Brewery, Unternehmenssitz von 1931, Juni 2010

## Geschichte

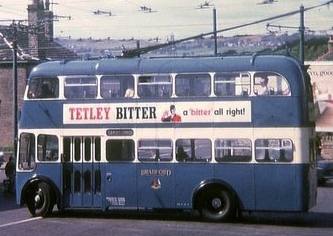
Werbung mit dem alten Logo auf einem Trolleybus (1970)

Sie wurde 1822 von Joshua Tetley (1788–1859) begründet. Einer seiner Verwandten, William Tetley, war schon in den 1740er Jahren als Mälzer in Armley nachgewiesen. 1839 wurde Joshua Tetleys Sohn Francis William Gesellschafter der Firma.
Um 1860 war Tetley’s die größte Brauerei im Norden Englands. Im 19. Jahrhundert produzierte sie zumeist Mild (ein malzbetontes, mild gehopftes junges Bier von geringer Stammwürze), zunehmend auch Pale Ale (ein obergäriges Bier aus hellem Malz). 1875 wurden 171500 Fass Bier gebraut. Ab 1890 kaufte die Brauerei Pubs auf. Während der erste derselben, der Duke William, 2002 abgerissen wurde, ist der zweite, The Fleece in Farsley, heute Ortsteil von Pudsey, noch vorhanden.
1931 wurde ein neues Gebäude für den Unternehmenssitz im Stil des Art déco errichtet. 1954 wurde die Gilmore-Brauerei in Sheffield mitsamt den 500 angeschlossenen Pubs übernommen.
1960 wurden die nahegelegene Melbourne Brewery und deren 345 angeschlossene Pubs übernommen, wodurch Tetley’s zur größten Brauerei in Leeds mit mehr als 1000 angeschlossenen Pubs in Yorkshire und 2000 in anderen Landesteilen wurde. 1961 fusionierte Tetley’s mit Ind Coope, Burton-upon-Trent und Ansells, Birmingham zu Allied Breweries, damals dem größten Konglomerat von Brauereien in der Welt. In den 1960er Jahren beschäftigte Tetley’s etwa 1000 Personen. 1964 wurde ein neues Brauhaus errichtet, und in den 1970er Jahren wurde 1 Million Fass Bier jährlich produziert. 1978 vereinigten sich Allied Breweries und J. Lyons zu Allied Lyons, in den 1980er Jahren der größte Produzent von in Fässern abgefülltem Ale. 1998 wurde Tetley’s von der Carlsberg-Gruppe übernommen.
Die Verwendung des 1920 eingeführten Logos, das einen Fuchsjäger in traditioneller Reitkleidung zeigt, wurde 2000 wegen zunehmender Proteste gegen diese Jagdpraxis aufgegeben und erst 2010 wieder eingeführt.
2008 wurde die Schließung der Braustätte in Leeds angekündigt, da sie im Vergleich zu der in Northampton kleiner und veraltet war.
Das Brauhaus in Leeds wurde 2011 unter Verlust von 179 Arbeitsplätzen geschlossen und 2012 abgerissen. Bier der Marke Tetley’s wird jetzt in Wolverhampton, Tadcaster und Hartlepool hergestellt. Das alte Hauptgebäude wurde 2013 als Bildungs- und Kunststätte wiedereröffnet.

## Die Brauerei

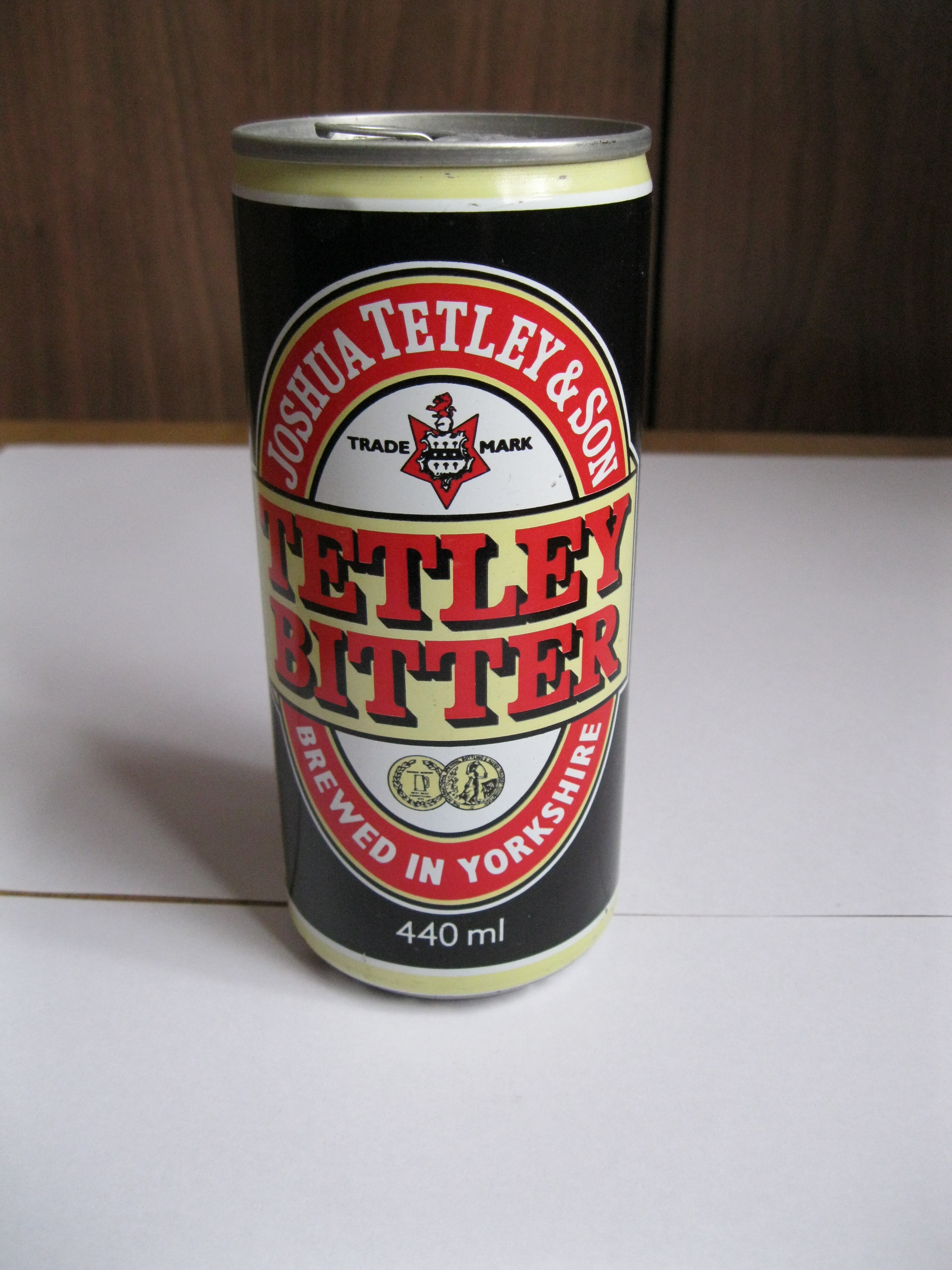
Tetley-Bierdose von 1985

Die Brauerei befand sich am Südufer des Flusses Aire im Norden des Stadtteils Hunslet. Die Ausdehnung der Produktion führte dazu, dass mehrere kleinere Straßen überbaut wurden und aus dem Stadtbild verschwanden. Anfangs wurden schieferne Gärbottiche verwendet, die später durch Gefäße aus nichtrostendem Stahl ersetzt wurden. Die letzten steinernen Behälter aus den 1880er Jahren wurden 2008 entfernt.

## Sponsoring
Seit der Spielzeit 1971/1972 war Tetley’s einer der Sponsoren der Rugby League und unterstützte Leeds RLFC und deren Nachfolger Leeds Rhinos bis 2005, außerdem das Stadion der Dewsbury Rams.